# Colchane
Colchane ist eine Ortschaft und ein Landkreis in der Provinz Tamarugal der Region Tarapacá im Norden des südamerikanischen Anden-Staates Chile.

## Beschreibung
Der Grenzort Colchane liegt auf einer Höhe von 3718 m am Übergang des bolivianischen Altiplano zur chilenischen Cordillera Occidental am linken, nördlichen Ufer des Río Isluga, der 25 km flussabwärts in den Salzsee Salar de Coipasa mündet. Östlich von Colchane auf der bolivianischen Seite liegt die Ortschaft Pisiga Bolívar, noch auf chilenischer Seite auf der anderen Flussseite die Ortschaft Pisiga Carpa.
Zum Landkreis Colchane gehören unter anderem die Ortschaften Isluga, Enquelga, Cariquima and Chijo.
Colchane ist der chilenische Landkreis mit der höchsten Armutsquote der Republik, 34,56 Prozent der Bevölkerung leben unterhalb der Armutsgrenze (Encuesta Casen, 2006).